# 和风物语
《和风物语》（英語：Japan Life）是由新加坡日资游戏厂商NUBEE制作的一款模拟经营类手机游戏，于2011年发布于iOS和Android平台。游戏有很浓郁的日式风格，玩家在游戏中开发自己的城市从而赚取金币，并可以通过网络与其他玩家的城市互动。
2015年12月26日，开发商Nubee Tokyo宣布解散。2016年1月6日，和风物语正式停止服务，但已安装的游戏还可以单机运行。

## 游戏设定
玩家在游戏中会建设一个充满日本特色的旅游城市，通过建造旅游景点、商店和旅店等建筑来吸引游客，获取金币。在联机状态下玩家可以通过机场来定期收取货物，从而建造更漂亮的建筑物。游戏为免费游戏，但是可以通过充值体验一些有偿服务。

### 道具
- 金币：游戏中主要的货币，用于建造建筑物和城市装饰。
- 钻石：付费式货币，通过现实中的货币购买，可以通过钻石来提前收取金币，完成任务和建造一些特别的建筑。钻石同时还可以用来购买饭团。
- 饭团：在建造建筑、收获金币和樱花时会消耗饭团，每4分钟恢复一个饭团，也可在收获时随机获取。
- 樱花：游戏中的经验值。